# Basilika Rankweil

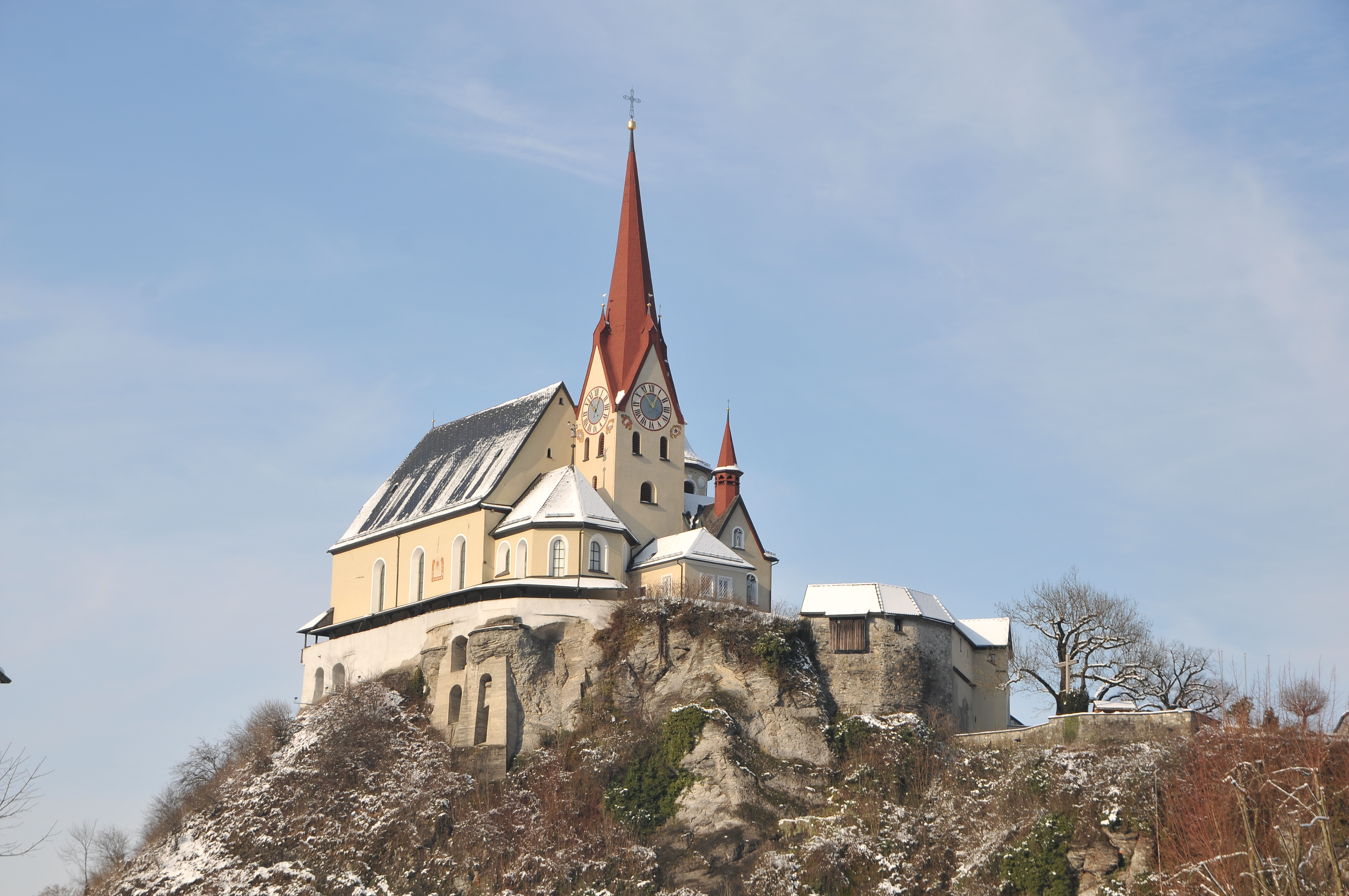
Die Liebfrauenbergkirche gesehen von Südosten

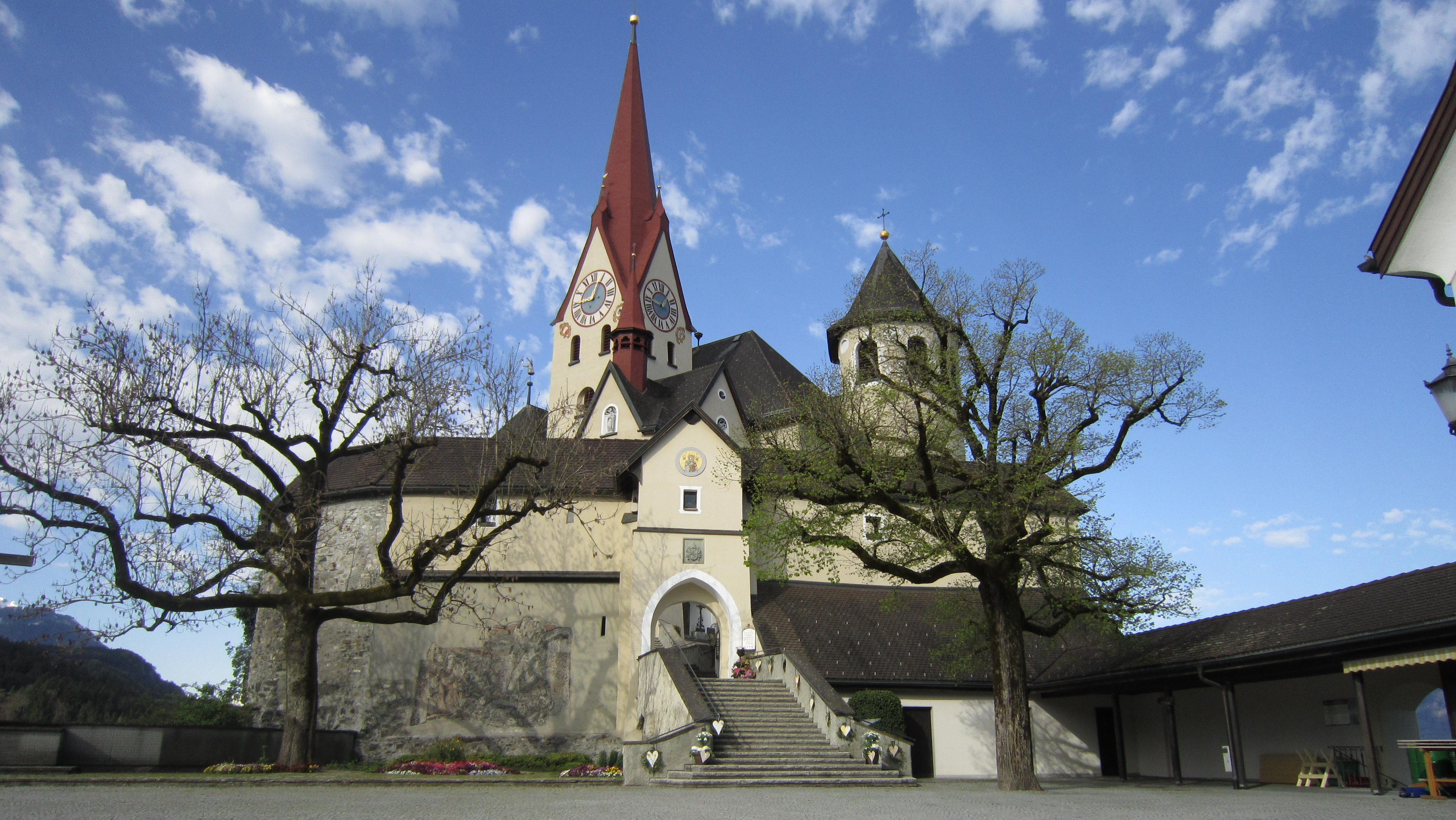
Zugang zur Kirche am Liebfrauenberg

Die Basilika Rankweil (offizieller Name Pfarr- und Wallfahrtskirche Unsere Liebe Frau Mariä Heimsuchung und Loretokapelle, inoffiziell auch Liebfrauenbergkirche) ist eine römisch-katholische Basilika in der Marktgemeinde Rankweil im österreichischen Bundesland Vorarlberg auf dem mittig im Ort aufsteigenden Liebfrauenberg. Sie befindet sich in einer Höhe von 502 Metern (etwa 45 m über dem Ortskern), was ihre markante Stellung im Ortsbild bewirkt. Die zum Bistum Feldkirch gehörende Kirche stammt aus dem 15./17. Jahrhundert und wurde im Jahre 1985 zur Basilica minor erhoben.

## Wehrkirchenburganlage
Von der ehemaligen Burg der Grafen von Montfort sind keine Reste mehr vorhanden. Ab dem Jahre 1470 wurde eine bereits vorhandene Wehrkirche erneuert und vergrößert. Vorgelagert im Osten ist ein Kirchhof mit Wehrmauern mit überdachten Wehrgängen mit Schießfenstern und Schießschartenreihe auf der Mauerkrone mit über die Mauerflucht vorstehendem Torturm.

## Pfarrkirche Mariä Heimsuchung

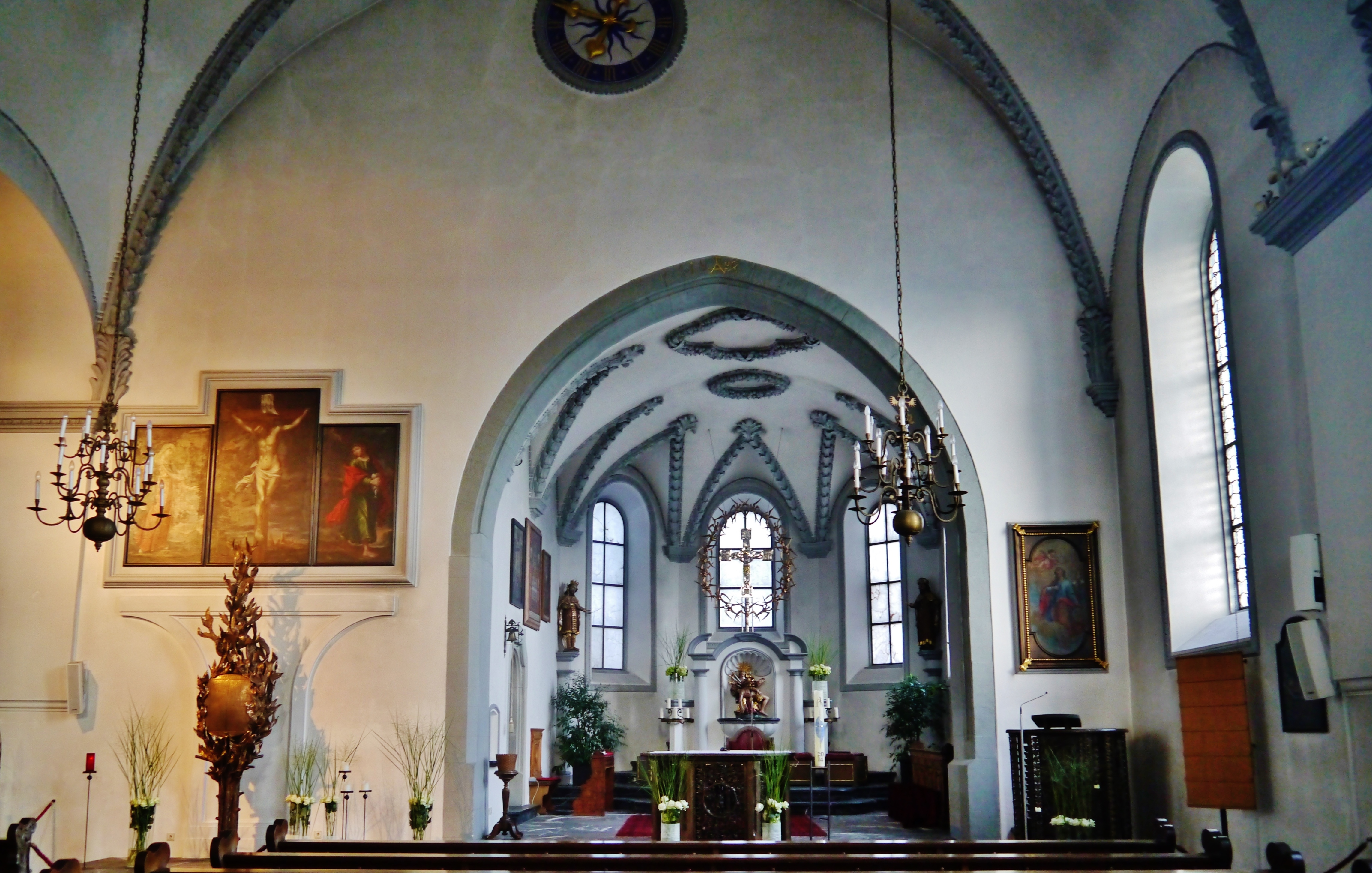
Innenansicht der Kirche

In der Kirche ist ein Kruzifix aus dem Ende des 12. Jahrhunderts. Es gibt Glocken aus den Jahren 1470, 1497, 1548, und eine Glocke von Christian Schmid aus dem Jahre 1719.

## Wallfahrtskirche Loretokapelle und Gnadenbild

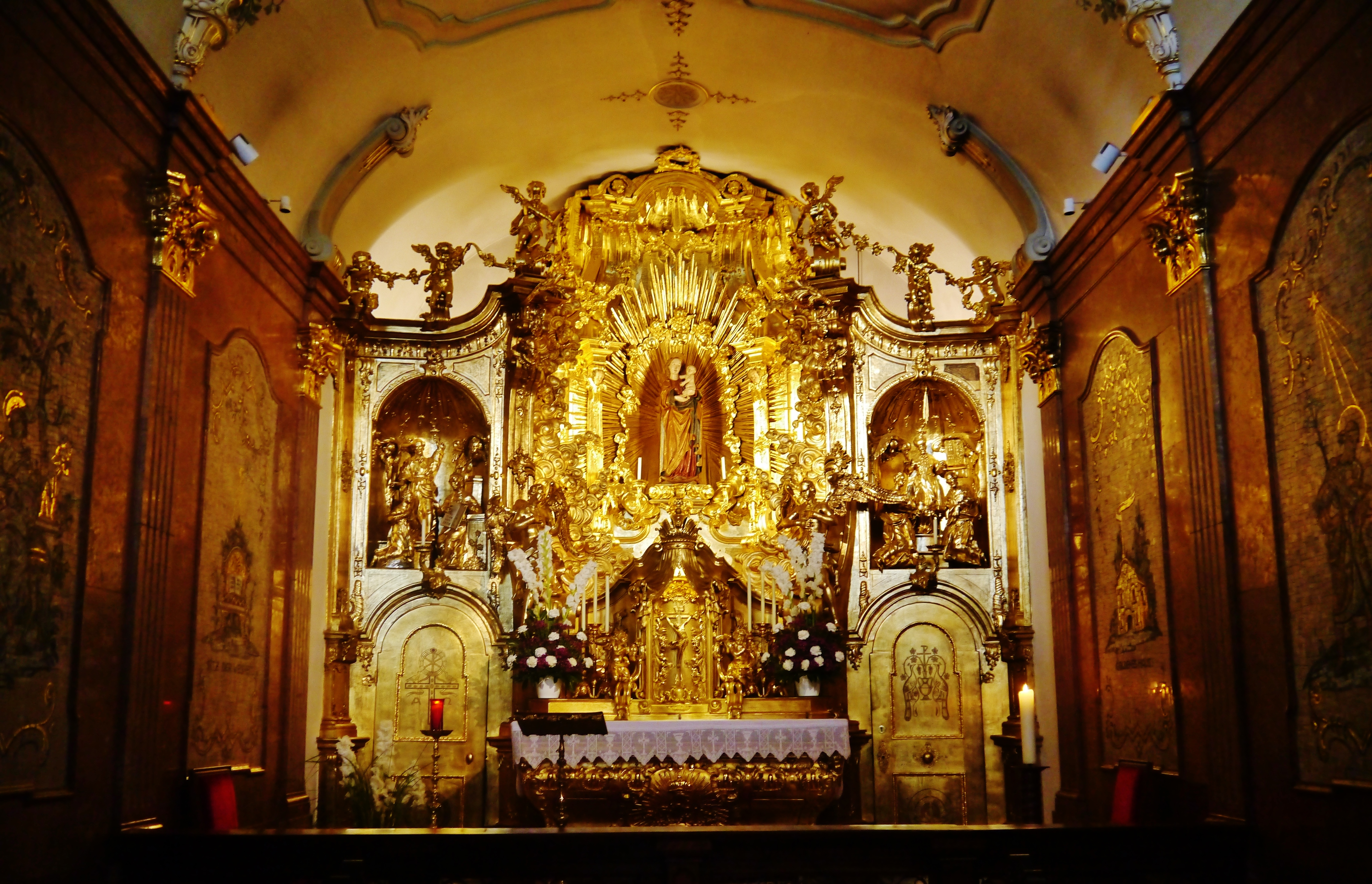
Innenansicht der Gnadenkapelle

In den Jahren 1657 bis 1658 wurde durch Baumeister Michael Beer eine Loretokapelle (auch Gnadenkapelle und Beichtkapelle) als Seitenschiff errichtet. Gleichzeitig wurde der bastionartigen Wehrturm mit rundem Grundriss der Kirchenbefestung um 1500 von Beer durch den Einbau einer Spindeltreppe gebessert und ein Glockengeschoß mit achtseitigem Zeltdach aufgesetzt. Die Gnadenkapelle wurde im Jahre 1757 umgebaut. Ein Schmiedeeisengitter ist vom Kunstschlosser Franz Martin Huber aus dem Jahre 1776 und wurde 1778 eingebaut. Das Gnadenbild, eine geschnitzte Figur der Maria mit Kind, ist vom Bildhauer Johannes Rueland aus dem Jahre 1470 und seit dem Umbau der Kapelle 1757 von einem vergoldeten Rokokoaltar umgeben.

## Orgel

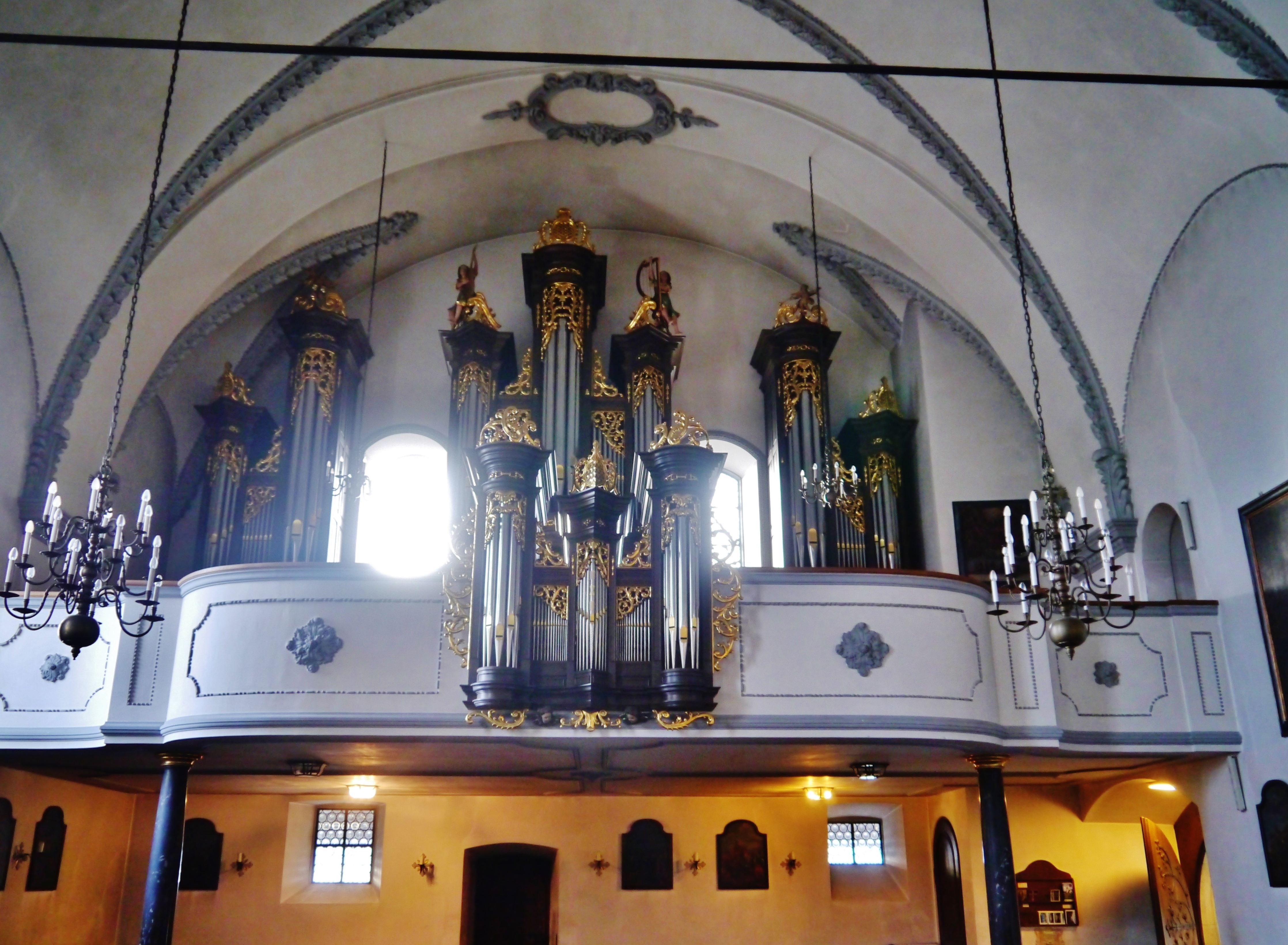
Orgel

Die Orgel der Liebfrauenkirche von Alois Schönach aus dem Jahre 1873 wurde im Jahre 1961 umgebaut. Die jetzige Orgel von 1985 stammt aus der Werkstatt von Martin Pflüger (Feldkirch/Gisingen). 2007 wurde eine Überholung durchgeführt. Das Instrument hat 24 Register und zwei Vorabzüge auf zwei Manualwerken und Pedal.
| I Hauptwerk C–g3 |                      |        |
| 1.               | Bourdon              | 16′    |
| 2.               | Principal            | 08′    |
| 3.               | Hohlflöte            | 08′    |
| 4.               | Gamba                | 08′    |
| 5.               | Octav                | 04′    |
| 6.               | Spitzflöte           | 04′    |
|                  | Quinte (vorab Nr. 8) | 02 ⁄3′ |
| 7.               | Sesquialter II 0     | 02 ⁄3′ |
| 8.               | Superoctav           | 02′    |
| 9.               | Mixtur IV            | 02′    |
| 10.              | Trompete             | 08′    |
|                  | Tremulant            |        |

| II Rückpositiv C–g3 |                |         |
| 11.                 | Holzgedackt    | 08′     |
| 12.                 | Prästant       | 04′     |
| 13.                 | Rohrflöte      | 04′     |
| 14.                 | Nasard         | 02 ⁄3′  |
| 15.                 | Blockflöte     | 02′     |
| 16.                 | Terz           | 01 3⁄5′ |
| 17.                 | Quintlein 0    | 01 ⁄3′  |
| 18.                 | Scharff III    | 01′     |
| 19.                 | Krummhornregal | 08′     |
|                     | Tremulant      |         |

| Pedal C–f1 |                           |     |
| 20.        | Subbass                   | 16′ |
| 21.        | Octav                     | 08′ |
| 22.        | Bordun                    | 08′ |
|            | Choralbass (vorab Nr. 25) | 04′ |
| 23.        | Piffaro II                | 04′ |
| 24.        | Fagott                    | 16′ |

- Koppeln: II/I, I/P, II/P

Gerda Poppa, die sich auch als Komponistin betätigt, ist (Stand 2024) seit über 40 Jahren Organistin der Basilika.

## Fridolin-Stein-Kapelle
Beim ostseitigen Kirchenaufgang wurde in einem gewölbten Raum unter der Sakristei im Jahre 1690 eine Kapelle errichtet, mit einer Figur Hl. Fridolin aus dem 20. Jahrhundert. Die Kapelle beinhaltet einen Quarzmarmorstein, in welchen angeblich der Hl. Fridolin bei einem Gebet mit seinen Knien eingesunken ist, und dabei eine Eindruckstelle entstanden sein soll. Der Stein zeigt auch Gebrauchsspuren, weil durch die Jahrhunderte dort viele Gläubige im Gebet knieten.

## Pfarrhaus am Liebfrauenberg

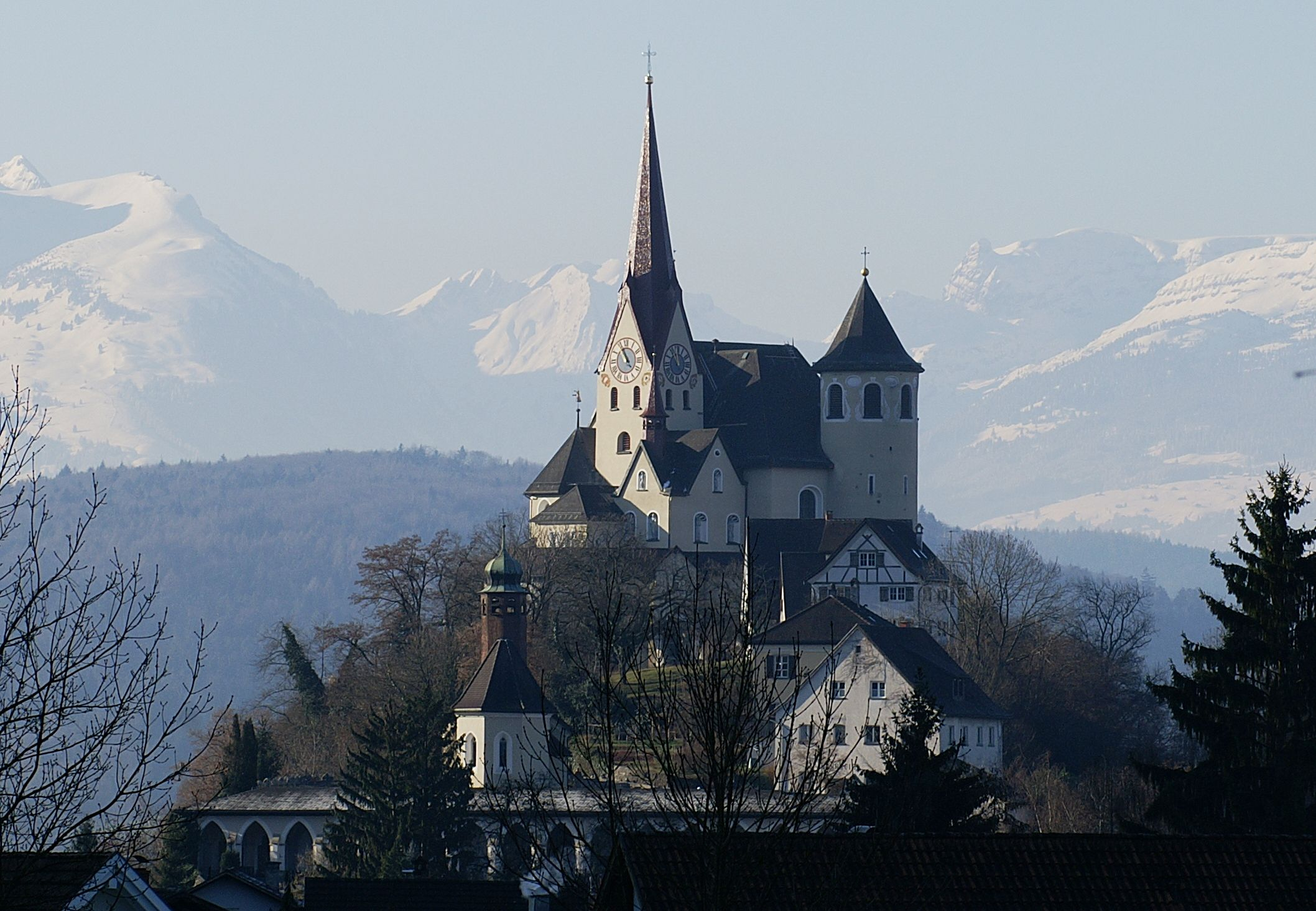
Die Rankweiler Basilika fällt aus fast allen Richtungen auf.

Das Pfarrhaus wurde dreigeschoßig mit einer fünfachsigen Giebelfassade im Jahre 1717 erbaut.

## Kriegerdenkmal am Liebfrauenberg
Das Kriegerdenkmal wurde im Jahre 1951 nach einem Plan des Architekten Hugo Wank geschaffen und zeigt Engel und Gefallene und ein Mosaik von Martin Häusle aus dem Jahre 1952.

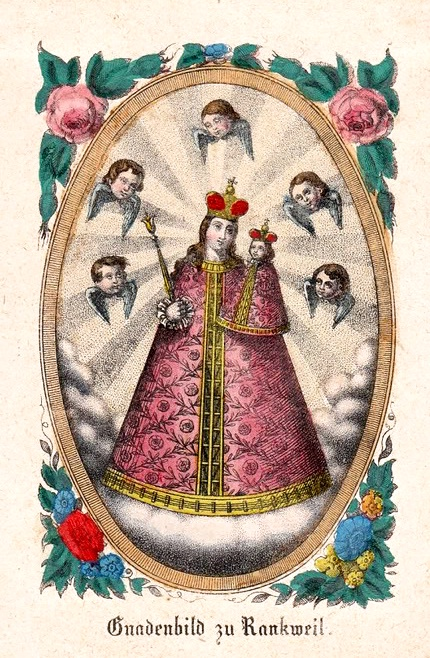
Gnadenbild von Rankweil, kolorierter Stich um 1830